# درسو اوزالا

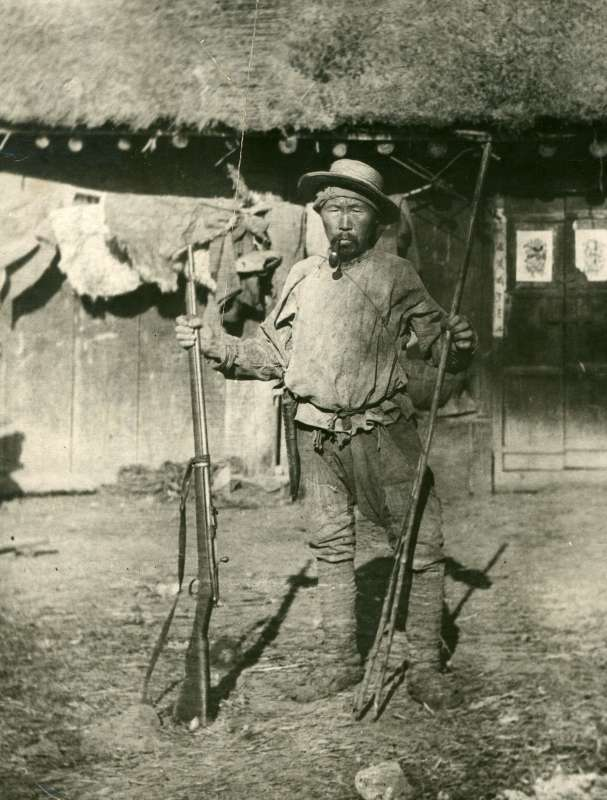
درسو اوزالا

درسو اوزالا (روسی: Дерсу Узала) (زادهٔ ۱۸۴۹ - مرگ ۱۹۰۸) یک شکارچی از مردمان نانای بود. او در برهه‌ای از زندگی خویش به عنوان راهنما برای ولادیمیر آرسنیف کار می‌کرد که درسو را در کتاب مشهور خویش یعنی درسو اوزالا (۱۹۲۳) جاودانه کرد. این کتاب خمیرمایهٔ اقتباس دو فیلم برجسته شده‌است که البته نسخهٔ ساخته شده توسط آکیرا کوروساوا شناخته شده تر است.

## زندگی
جستجوگر روسی ولادیمیر آرسنیف سفرهای اکتشافی خود را به جنگل‌های خاور دور در منطقه اوسوری در سال ۱۹۰۲ آغاز کرد. او گونه‌های متعددی از گیاهان بومی سیبری و نیز شیوه زندگی نژادهای بومی را توصیف کرد.
هنگامی که آرسنیف با اوزالای شکارچی دیدار کرد، او را به عنوان راهنما برای سفرهایش استخدام کرد. اوزالا احترام آرسنیف و تیم همراهش را به دست آورد. هنگامی که بینایی و دیگر حواس اوزالا با بالا رفتن سن شروع به ضعیف شدن کردند، آرسنیف به اوزالا پیشنهاد کرد که او به شهر بیاید و در خانهٔ آرسنیف زندگی کند. اوزالا به زودی دریافت که در شهر او مجاز به قطع چوب یا ساختن یک کلبه و شومینه در پارک شهر نیست و نیز اجازهٔ تیراندازی در محدودهٔ شهری را ندارد. در بهار ۱۹۰۸ درسو از آرسنیف خواست تا اجازه دهد به جنگل بازگردد. آرسنیف نیز به عنوان هدیه فراق به او یک تفنگ نو داد.
اندکی پس از آن، درسو اوزالا کشته شد. احتمال داده می‌شود که قاتل، او را به خاطر دزدیدن اسلحهٔ تازه‌اش کشته بود.

## ارجاعات فرهنگی

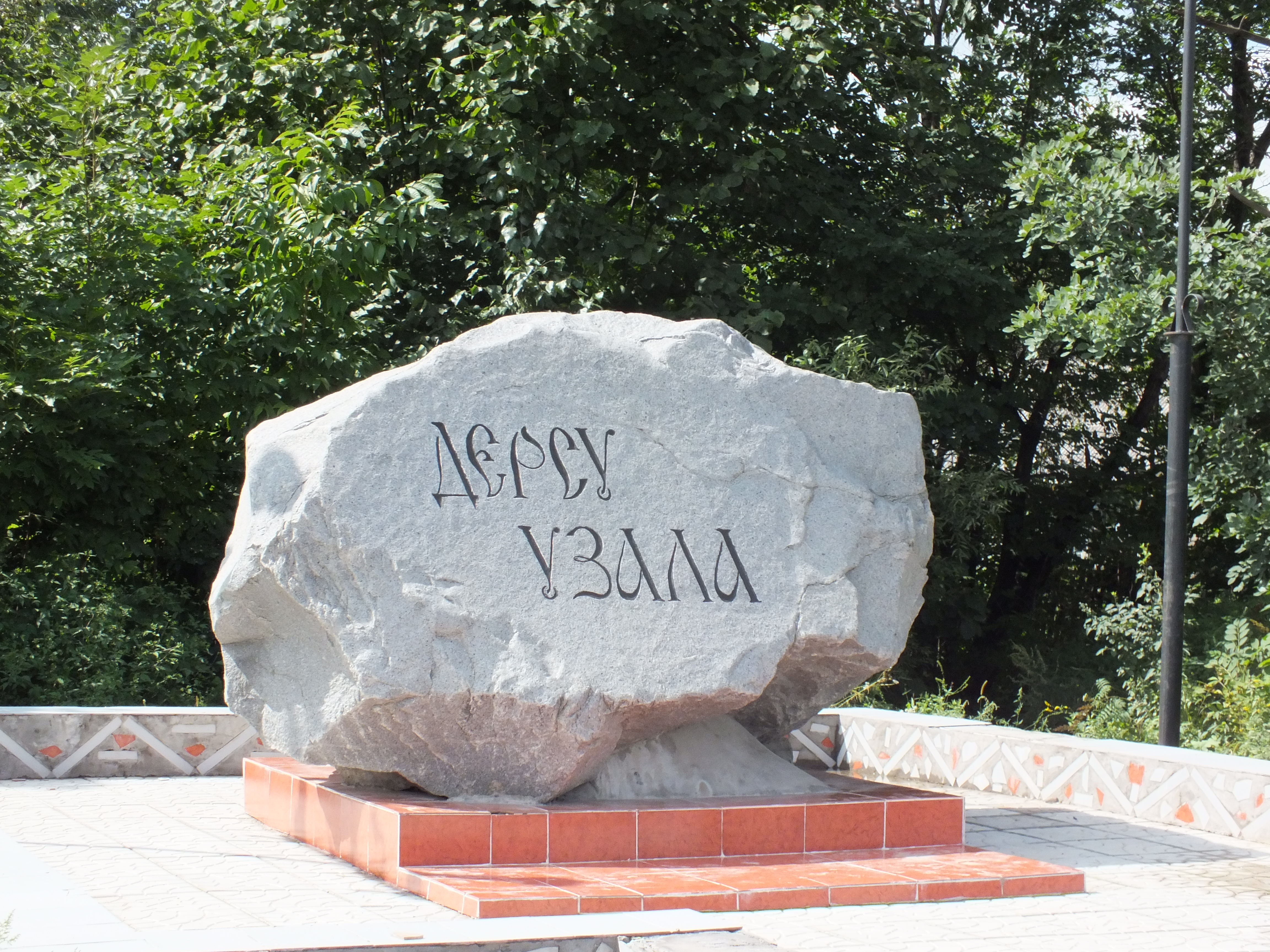
سنگ یادبود برای اوزالا در کورفووسکی

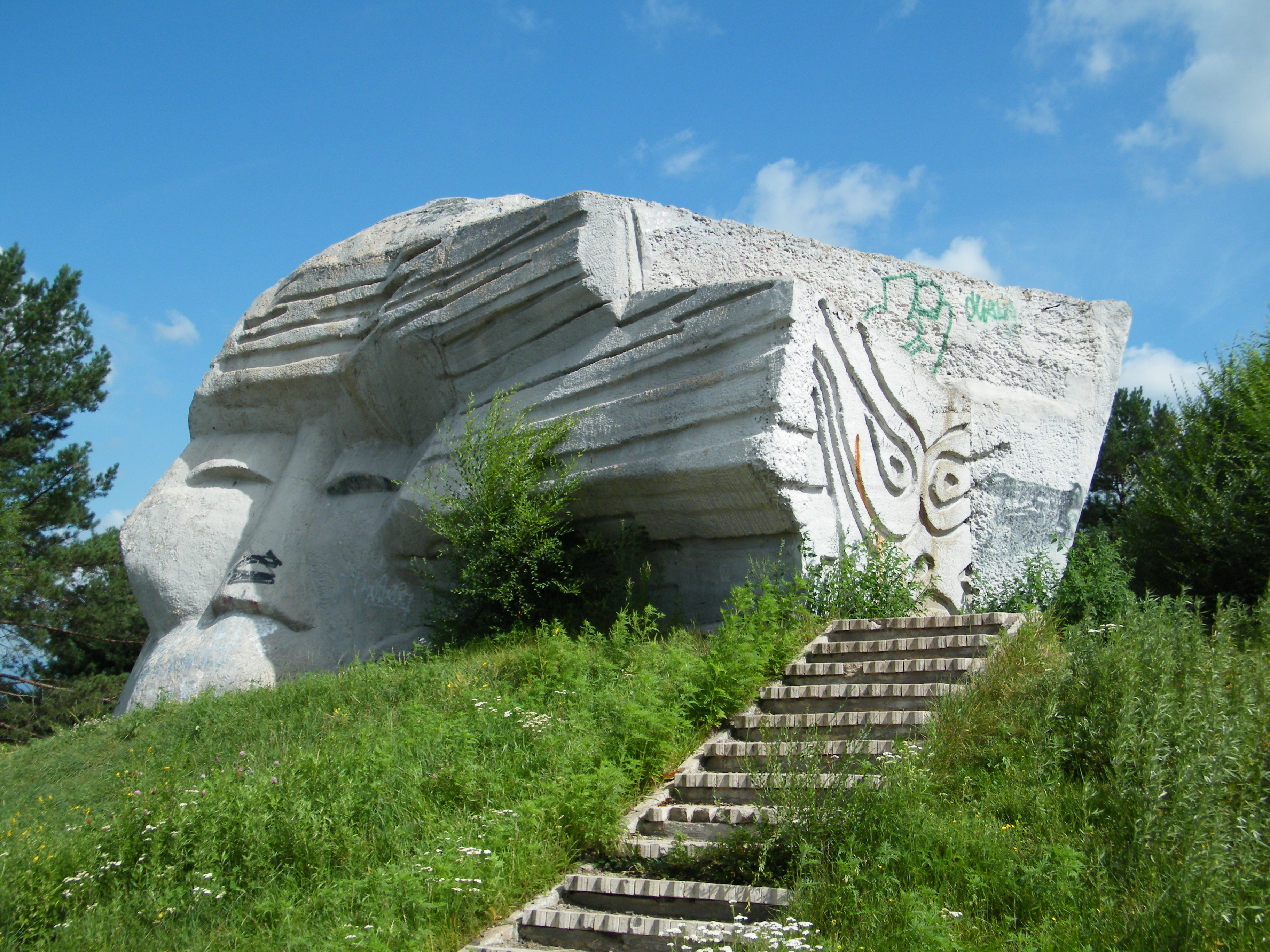
بنای یادبود اوزالا در آرسنیف

در سال ۱۹۲۳، آرسنیف کتاب خود را به نام "درسو اوزالا " منتشر کرد که بعدها تحت عناوین جایگزین آمریکایی " درسو شکارچی" و "درسو صیاد " منتشر شد.
این کتاب خمیرمایهٔ اقتباس دو فیلم برجسته شده‌است. در سال ۱۹۶۱، آگاسی بابیان، اولین اقتباس را با فیلم درسو اوزالا انجام داد. کاسیم ژاکیبایف نقش اوزالا را بازی کرد. فیلم دوم در سال ۱۹۷۵ توسط آکیرا کوروساوا فیلم برداری شد. در این فیلم نقش اوزالا توسط ماکسیم مونزوک ایفا شد. این فیلم برنده جایزه طلایی و جایزه فدراسیون بین‌المللی منتقدان فیلم در نهمین جشنواره بین‌المللی فیلم مسکو و جایزه اسکار بهترین فیلم خارجی زبان شد.
در سال ۱۹۷۲ یک روستا در ناحیه کراسنوارمیسکی در سرزمین پریمورسکی، که پیش از آن با نام چینی لاول نامیده می‌شد، به افتخار او به درسو تغییر نام یافت.
در دههٔ در ۱۹۷۰ یک بنای یادبود برای اوزالا و آرسنیف در نزدیکی شهر آرسنیف ساخته شد.
نام سیارک ۴۱۴۲ که در سال ۱۹۸۱ کشف شد به افتخار درسو اوزالا، درسواوزالا ۴۱۴۲ نامگذاری شده‌است.